# Воитештиј дин Деал (Горж)
Воитештиј дин Деал (рум. Voiteștii din Deal) насеље је у Румунији у округу Горж у општини Баланешти. Oпштина се налази на надморској висини од 357 m.

## Становништво
Према подацима из 2002. године у насељу је живело 235 становника, од којих су сви румунске националности.